# Nephelolychnis ceadesalis
Nephelolychnis ceadesalis là một loài bướm đêm trong họ Crambidae.